# Danny Saucedo
Danny Saucedo, né Daniel Gabriel Alessandro Saucedo Grzechowski  le 25 février 1986 à Stockholm, est un chanteur suédois, membre du trio EMD.

## Biographie
Danny Saucedo est né d'un père polonais et d'une mère bolivienne. Il étudie à l'Adolf Fredrik's Music School de Stockholm.
Danny participe au casting de l'émission Idol 2006 en Suède avec la chanson "I Swear" du groupe All-4-One. Il est alors sélectionné par le jury pour continuer l'aventure qui l'emmènera à la sixième place du concours  après avoir perdu avec "Öppna din dörr", une chanson de Tommy Nilsson.
Avec d'autres participants du concours Idol Erik Segersted] et Mattias Andréasson, il crée le groupe EMD. Danny Saucedo participe au show télévisé Let's Dance 2008 (la version suédoise de Danse avec les stars). En septembre 2008, Danny Saucedo, aux côtés de la danseuse professionnelle Jeanette Carlsson, participent au concours Eurovision de la danse 2008. Le couple termine à la douzième place.
Il sort son deuxième album Set Your Body Free en 2008.
Danny Saucedo participe au Melodifestivalen 2011 avec la chanson "In the Club". Il se qualifie pour la finale mais y termine deuxième, derrière Eric Saade. Il retente sa chance lors du Melodifestivalen 2012 avec la chanson "Amazing". Encore une fois, il terminera à la deuxième place, derrière la chanteuse Loreen.
En tant que compositeur, il écrit des chansons pour le groupe Alcazar et pour le groupe Pulse.
Avec Gina Dirawi, il présente le Melodifestivalen 2013.
En 2021, il participe au Melodifestivalen avec sa chanson Dandi Dansa, puis à nouveau en 2024 avec sa chanson Happy That You Found Me.

## Discographie

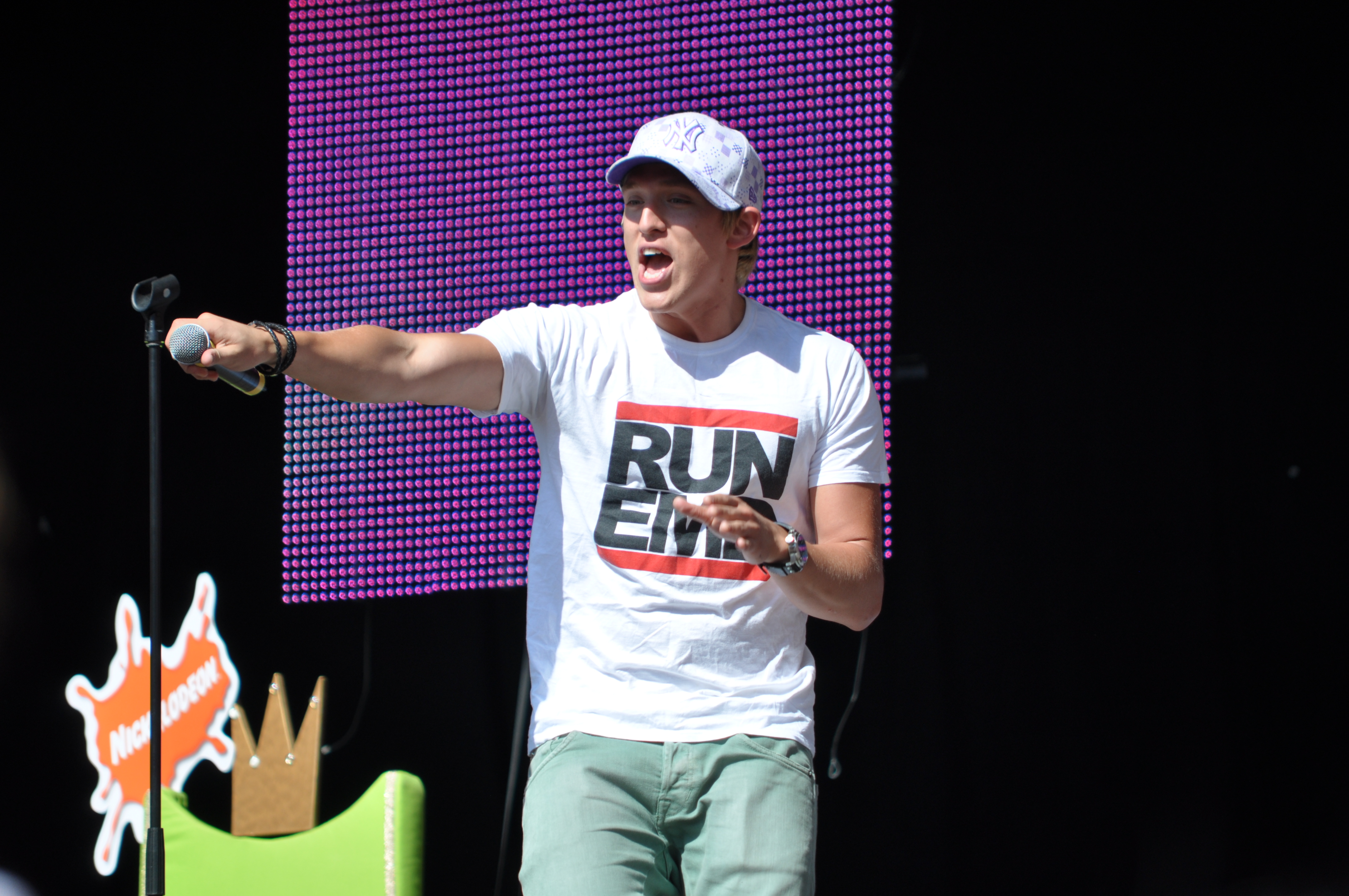
Danny Saucedo en concert, en août 2009 au Malmöfestivalen.

### Albums avec EMD
| Année | Album           | Meilleure position (SWE) |
| ----- | --------------- | ------------------------ |
| 2008  | A State of Mind | 1                        |
| 2009  | Välkommen hem   | -                        |
| 2010  | Rewind          | 20                       |

### Albums solo
| Année | Album              | Meilleure position (SWE) |
| ----- | ------------------ | ------------------------ |
| 2007  | Heart Beats        | 1                        |
| 2008  | Set Your Body Free | 2                        |
| 2011  | In the Club        | 1                        |